# Spilosoma vagans
Spilosoma vagans là một loài bướm đêm thuộc phân họ Arctiinae, họ Erebidae.